# DAB-100-80
DAB-100-80 (ros. ДАБ-100-80) – radziecka bomba dymna. Zawiera 50,6 kg substancji dymotwórczej.